# جورج سامبسون
جورج سامبسون (بالإنجليزية: George Sampson)‏ هو راقص ومقدم تلفزيوني وممثل بريطاني، ولد في 29 يونيو 1993 في المملكة المتحدة.

## وصلات خارجية
- جورج سامبسون على موقع IMDb (الإنجليزية)
- جورج سامبسون على موقع ألو سيني (الفرنسية)
- جورج سامبسون على موقع ميوزك برينز (الإنجليزية)
- جورج سامبسون على موقع أول موفي (الإنجليزية)
- جورج سامبسون على موقع قاعدة بيانات الأفلام السويدية (السويدية)
- جورج سامبسون على موقع قاعدة بيانات الفيلم (الإنجليزية)
- جورج سامبسون على موقع كينوبويسك (الروسية)